# 德里克·伊博森
德里克·伊博森（英語：Derek Ibbotson，1932年6月17日—2017年2月23日），英国男子田径运动员，主攻长跑。他曾代表英国参加1956年夏季奥林匹克运动会田径比赛，获得男子5000米铜牌。